# KVC Gierle
KVC Gierle was een Belgische voetbalclub uit Gierle. De club sloot in 1939 aan bij de KBVB met stamnummer 2813. 
In 2001 nam de club ontslag uit de KBVB. 

## Geschiedenis
VC Gierle (in 1989 werd het officieel KVC Gierle) werd in januari 1939 opgericht en sloot zes maanden later aan bij de KBVB.
De club ging meteen van start op het tweede provinciale niveau, maar tussen 1942 en 1948 werd dat het derde niveau, net als tussen 1951 en 1965.
Vanaf de jaren zestig begon de club aan een stevige opmars, in 1970 werd men kampioen in Tweede Provinciale en mocht men voor het eerst in de clubgeschiedenis naar de hoogste provinciale reeks. 
In 1975 werd VC Gierle kampioen in Eerste Provinciale en stootte door naar de nationale Vierde Klasse, daar kon men niet standhouden en dus moest de club terug naar provinciale.
In 1978 wist men deze prestatie te herhalen, maar VC Gierle werd opnieuw vijftiende in Bevordering en moest terug naar Eerste Provinciale.
De mooiste periode uit de clubgeschiedenis was voorbij en in 1983 zakte VC Gierle naar Tweede Provinciale, hoger zou men niet meer komen.
In 1987 degradeerde de club naar Derde Provinciale, een reeks waar men ruim twintig jaar niet meer had moeten spelen.
In de laatste periode in de clubgeschiedenis, tussen 1990 en 2001, zou men nog drie keer promoveren naar Tweede Provinciale.
1999-2000 werd het laatste seizoen van KVC Gierle, men werd veertiende in de tweede provinciale reeks en in 2001 nam de club ontslag uit de KBVB, het stamnummer verdween. In het dorp werd met FC Gierle een opvolger opgericht.

## Bekende spelers
- Walter Meeuws
- Luc Leys